# Submission (Band)
Submission ist eine dänische Death-/Thrash-Metal-Band aus Esbjerg.

## Geschichte
Submission wurde im April 2003 von den Gitarristen Kasper Kirkegard und Christopher Petersen gegründet. Nach ein paar Monaten beschloss das Duo, nach weiteren Musikern Ausschau zu halten. Kirkegaard brachte den Sänger Steven Qvist und den Schlagzeuger Thomas Sørensen zwei alte Bekannte mit. Letzterer wurde nach kurzer Zeit durch Morten Løwe Sørensen ersetzt.
Nach einer Weile hatte die Band eine Reihe eigener Songs geschrieben. Im Dezember 2003 nahm die Band ein Demo auf, welches aus verschiedenen Gründen erst im Juli 2004 veröffentlicht wurde. Bei den Danish Metal Awards gewann die Band in der Kategorie "Bestes Demo/selbstfinanzierte CD". In der Zwischenzeit wurde mit Bjarne Kristiansen ein fester Bassist verpflichtet.
Ende 2004 kehrte die Band ins Studio zurück um die EP Pain or Pleasure aufzunehmen. Die EP brachte der Band einen Vertrag mit der französischen Firma Listenable Records ein. Im Sommer 2005 traten Submission beim Roskilde-Festival auf. Bassist Bjarne Kristiansen verließ die Band und wurde durch Boris Tandrup ersetzt.
Im Frühling 2006 erschien das Debütalbum Failure to Perfection. Das Album erhielt gute Kritiken von Seiten der Metalmagazine und brachte der Band bei den Danish Metal Awards eine Auszeichnung in der Kategorie "Bestes Debütalbum" ein. Mitte Januar 2007 trennten sich die Wege der Band und von Listenable Records. Zur Zeit sucht die Band eine neue Plattenfirma.

## Erwähnenswertes
Morten Løwe Sørensen und Boris Tandrup sind ebenfalls bei der Band The Arcane Order aktiv.

## Diskografie
- 2004: Submission (Demo)
- 2005: Pain or Pleasure (EP)
- 2006: Failure to Perfection
- 2009: Code of Conspiracy